# Nation und Europa
Nation Europa (później Nation und Europa) – wydawany w Niemczech miesięcznik, na łamach którego głoszona była idea paneuropeizmu. Założony został w Coburgu w 1951 roku i tam też mieściła się jego redakcja aż do zamknięcia w 2009 r.

## Historia
Magazyn założony został przez byłego oficera Waffen-SS – Sturmbannführera Arthura Ehrhardta oraz poetę Herberta Böhme. Tytuł zaczerpnięto z prac Oswalda Mosleya, który często posługiwał się tym określeniem. W początkach istnienia magazynu związani z nim byli tacy pisarze jak Gaston-Armand Amaudruz i Maurice Bardèche, podzielający idee paneuropejskie. Głównym udziałowcem był szwedzki atleta Carl-Ehrenfried Carlberg. Poza Ehrhardtem, w skład redakcji wchodzili Per Engdahl, Hans Oehler, Paul van Tienen, Erik Laerum i Erich Kern.
W późniejszych latach magazyn związał się blisko z organizacją Deutsche Liga für Volk und Heimat, co wywołało liczne oskarżenia o sympatię dla neonazizmu oraz o negację holocaustu i sprawiło, że służby niemieckie obserwowały magazyn aż do jego zamknięcia. Na łamach pisma udzielano także wsparcia dla Mahmuda Ahmadineżada po jego antysemickich wypowiedziach. W 1990 magazyn zmienił nazwę na Nation und Europa. W 2000 roku nastąpiło połączenie z magazynem ‘Lesen und Schenken’, zaś w 2009 historia ‘Nation und Europa’ definitywnie dobiegła końca.

## Linia programowa
Na łamach ‘Nation Europa’ głoszono przede wszystkim treści paneuropejskie, często odwołując się przy tym do czasów drugiej wojny światowej i wskazując SS jako pierwszą we współczesnej historii armię europejską, wyolbrzymiając często znaczenie cudzoziemskich formacji SS. Główną ideą, którą podkreślano na łamach magazynu była konieczność zjednoczenia Europy w obliczu komunistycznego zagrożenia. Na łamach ‘Nation Europa’ publikowali zarówno literaci związani wcześniej w różnym stopniu z III Rzeszą, jak Agnes Miegel czy Herbert Böhme, jak i politycy prawicowi z całej Europy (m.in. lider francuskiego Frontu Narodowego – Jean-Marie Le Pen). Pismo miało bardzo silnie antyislamski oraz antyamerykański charakter.

## Ważniejsze osoby publikujące na łamachNation Europa
- Gaston-Armand Amaudruz[9]
- Safet Babic
- Alain de Benoist
- Yvan Blot
- Michael Brückner
- Felix Buck
- Björn Clemens
- Günter Deckert
- Ferdinand Ďurčanský[9]
- Henning Eichberg
- Julius Evola
- Johanna Grund
- Jürgen Hatzenbichler
- Fritz Hippler
- Erwin Guido Kolbenheyer[10]
- Gerhard Krüger[9]
- Jean-Marie Le Pen
- Bruno Mégret
- Armin Mohler
- Andreas Molau
- Andreas Mölzer
- Oswald Mosley[11]
- Werner Naumann[12]
- Harald Neubauer[13]
- Michael Nier
- Hans Oehler[9]
- Wilfred von Oven
- Oswald Pirow[14]
- Karl-Heinz Priester[15]
- Karl Richter
- Emil Schlee
- Franz Schönhuber
- Jürgen Schwab
- Alexander Raven Thomson[16]
- Anton Vergeiner
- Reinhard Uhle-Wettler
- Georg Franz-Willing
- Agnes Miegel